# Mathilde Androuët
Mathilde Androuët (ur. 3 lipca 1984 w Rueil-Malmaison) – francuska polityk i samorządowiec, posłanka do Parlamentu Europejskiego IX i X kadencji.

## Życiorys
Z zawodu specjalistka w zakresie komunikacji. Kształciła się w Institut d'études politiques d'Aix-en-Provence i w Instytucie Nauk Politycznych w Paryżu. W 2010 odbyła staż w związanym z socjalistami think tanku Terra Nova. Od 2011 związana z Frontem Narodowym (w 2018 przekształconym w Zjednoczenie Narodowe). Pracowała jako asystentka parlamentarna, w 2015 została radną regionu Île-de-France, a w 2017 stanęła na czele swojej partii w departamencie Yvelines. W wyborach w 2019 uzyskała mandat posłanki do Parlamentu Europejskiego IX kadencji. Z powodzeniem ubiegała się o reelekcję w 2024.